# Dumraon
Dumraon är en ort i Indien.   Den ligger i distriktet Buxar och delstaten Bihar, i den nordöstra delen av landet, 800 km sydost om huvudstaden New Delhi. Dumraon ligger 76 meter över havet och antalet invånare är 50 524.
Terrängen runt Dumraon är mycket platt. Runt Dumraon är det tätbefolkat, med 735 invånare per kvadratkilometer. Närmaste större samhälle är Buxar, 17,3 km väster om Dumraon. Trakten runt Dumraon består till största delen av jordbruksmark.